# Marcos Muge
Marcos Muge (Ovar, 1 de setembro de 1968) é um artista plástico português.

## Carreira
Marcos Muge é um artista plástico multifacetado. O seu trabalho artístico percorre diversos estilos e temáticas, tarefa que para ele se torna fácil pelo facto de dominar diversas técnicas, como pintura, gravura, azulejaria, cerâmica artística, fresco, pintura mural, relevo, escultura, instalação e fotografia, a que junta ainda o restauro e o douramento.

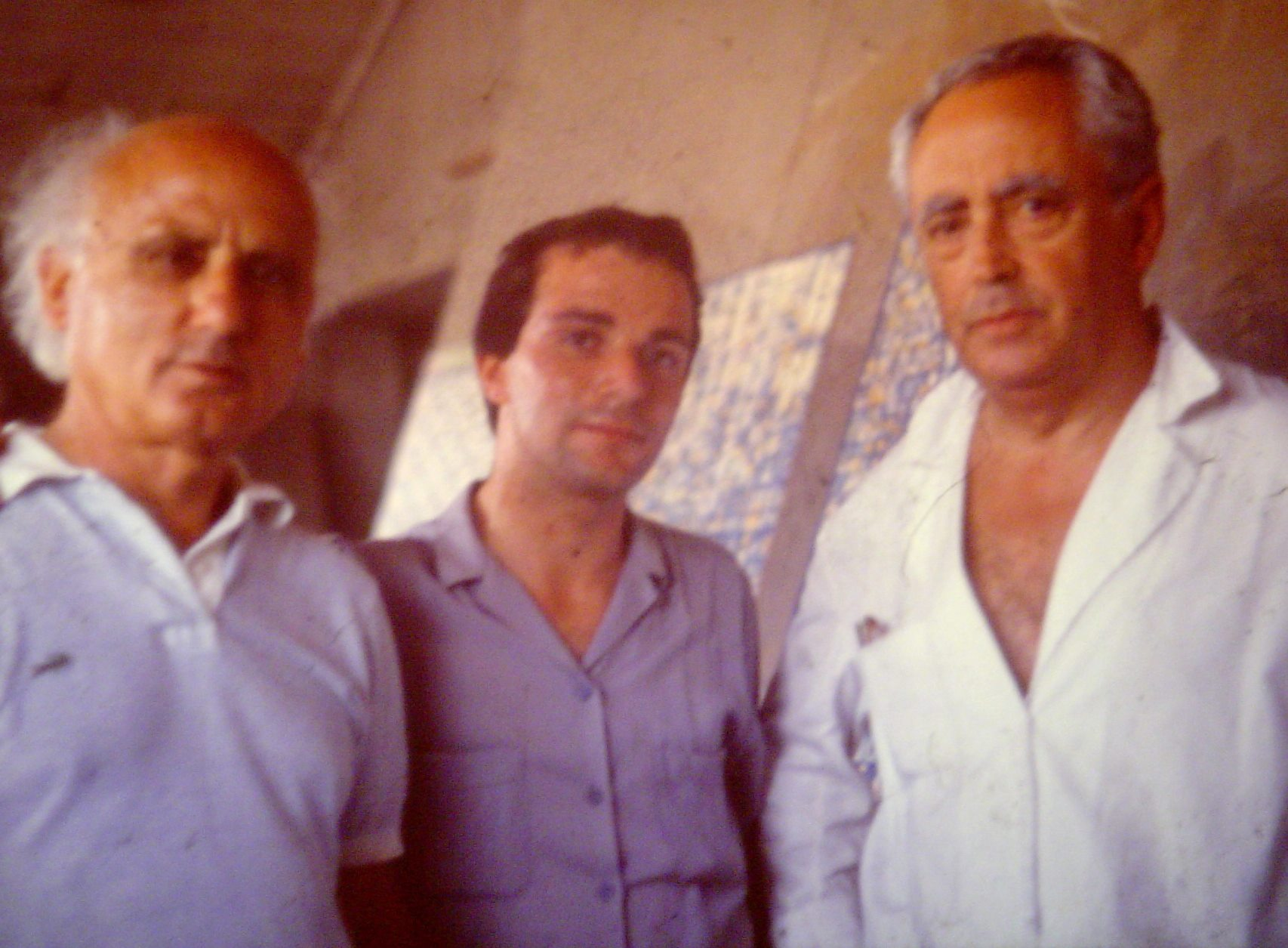
Marcos Muge com Cargaleiro e Manuel Sousa na Fábrica Viúva Lamego, em Lisboa, c.1990

Embora tenha sido um artista precoce e autodidata - expôs pela primeira vez em agosto de 1985, com dezassete anos de idade - foi discípulo dos pintores Amílcar Matias (em Coimbra), Armando Correia e Herculano Elias (nas Caldas da rainha), do pintor e escultor Martins Correia (na Golegã), João Calisto, António Limas, David Torres (em Aveiro), Raniéri di Bernardo (em Itália). Durante a sua formação, de visita à segunda Fábrica Viúva Lamego, em Lisboa, chegou a cruzar-se com o Mestre Manuel Cargaleiro, tendo registado o encontro em fotografia.
Em conservação/restauro teve formação ou trabalhou com Deolinda Tavares, Manuela Malhoa, Jorge Fonseca, João Calisto e Raniéri di Bernardo.

#### Formação
Iniciou o percurso artístico como autodidata em 1984, expondo pela primeira vez em agosto de 1985 na Cova da Piedade em Almada.

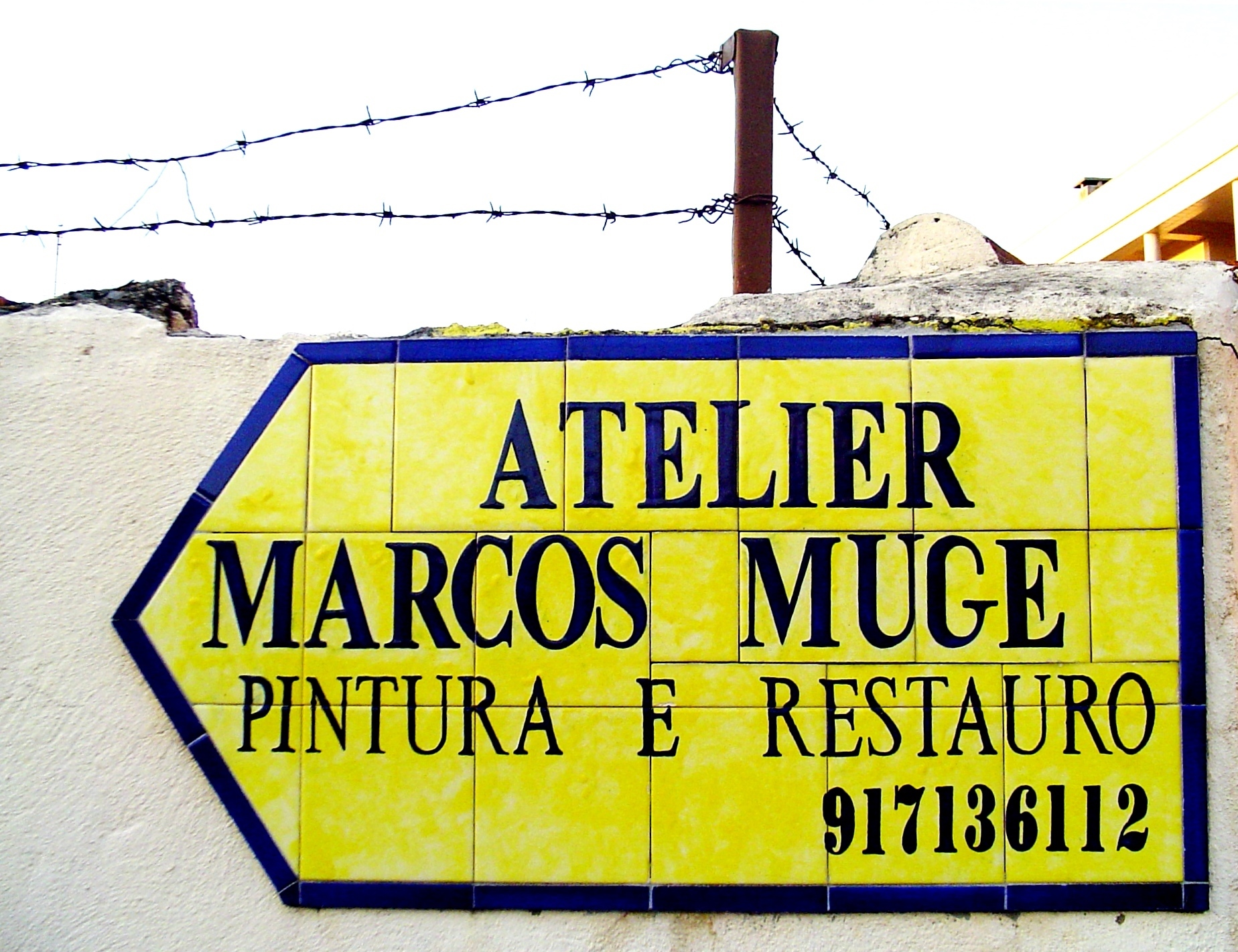
Atelier Marcos Muge

Desde setembro de 1986 obteve variada e complementar formação em serigrafia, pintura, pintura de azulejo, modelação cerâmica, escultura, afresco e conservação/restauro, em entidades como o CENCAL, na Caldas da Rainha, e a Fundação Ricardo Espírito Santo e Silva, em Lisboa.
Em 1990, foi coordenador da Secção de Azulejos no Museu de Ovar.
Em 1994 abre o Atelier Marcos Muge e inicia-se profissionalmente em artes plásticas, cerâmica e conservação/restauro.
Em 18 de novembro de 1999, integrou o grupo dos treze artistas que fundaram a associação AveiroArte.

#### Visão geral da sua obra
As suas obras desenvolvidas desde 1990 foram executados em vários materiais, desde pintura, aguarela, azulejaria, modelação e escultura e destinaram-se a monumentos públicos, espaços museológicos, templos religiosos, também foram criadas para espaços privados.
Em conservação e restauro desenvolveu intervenções em altares-retábulos, esculturas policromadas e com folha de ouro, médias-grandes telas, frescos e azulejos, obras datadas desde o século XVI, em igrejas, capelas, museus de Aveiro e Ovar e em locais particulares.

#### Locais e entidades com obras suas
O artista Marcos Muge está representado com obras em entidades públicas e particulares, em Portugal: Aveiro (Câmara Municipal, Estação Nova dos Comboios, Governo Civil, Universidade, Escola Secundária Dr. Mário Sacramento); Ovar (Bombeiros, Caixa Geral de Depósitos, Junta de Freguesia, Museu, igrejas e capelas); Lisboa (Assembleia da República, Fundação Mário Soares, Câmara Municipal); Caldas da Rainha (CENCAL); em espaços das câmaras municipais de Murtosa, São João da Madeira, Santa Maria da Feira, Portel e Oliveira de Azeméis, Sanguêdo e alguns monumentos públicos, como duas rotundas e edifícios; em Igrejas e capelas em Válega, Cortegaça, São João de Ovar, Furadouro, Caxarias, Pessegueiro do Vouga e em Cento-Itália.
E no estrangeiro: África do Sul, Alemanha, Austrália, Brasil, Escócia, Espanha, Estados Unidos, França, Holanda, Hungria, Itália, Suíça.

## Algumas obras e exposições

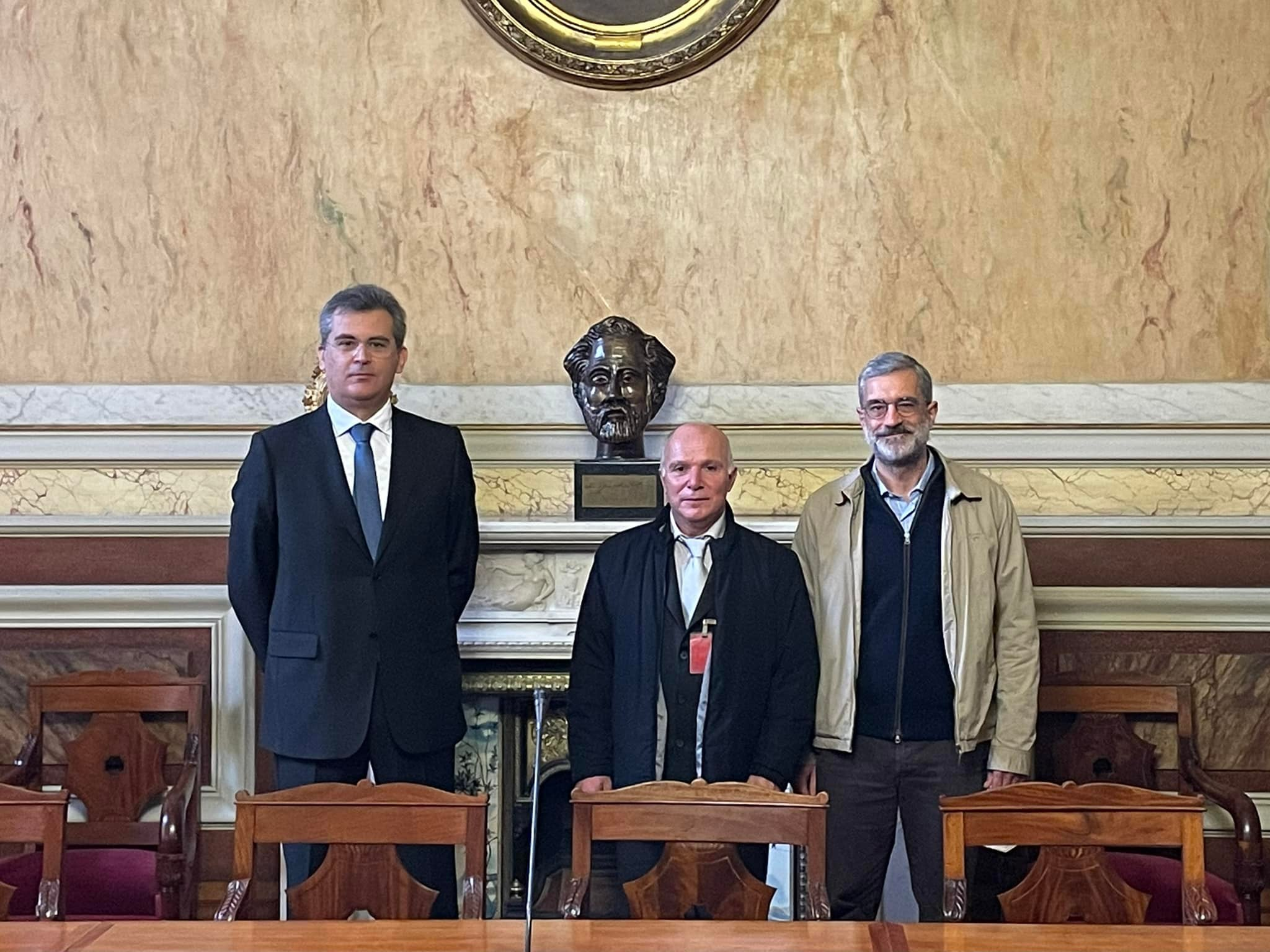
Busto do Dr. Manuel José Mendes Leite, descerrado na Assembleia da República, 25.11.2021.

Desde 1986, Marcos Muge realizou várias exposições individuais e participou em diversas coletivas, tendo estado em numerosas exposições com cerâmica em feiras em Aveiro e Lisboa, e na exposição itinerante que representou Portugal em 1998 na exposição internacional "As Idades do Azul", Florença, Lisboa e Milão.

#### "Marcos Muge: exposição de escultura", 2024

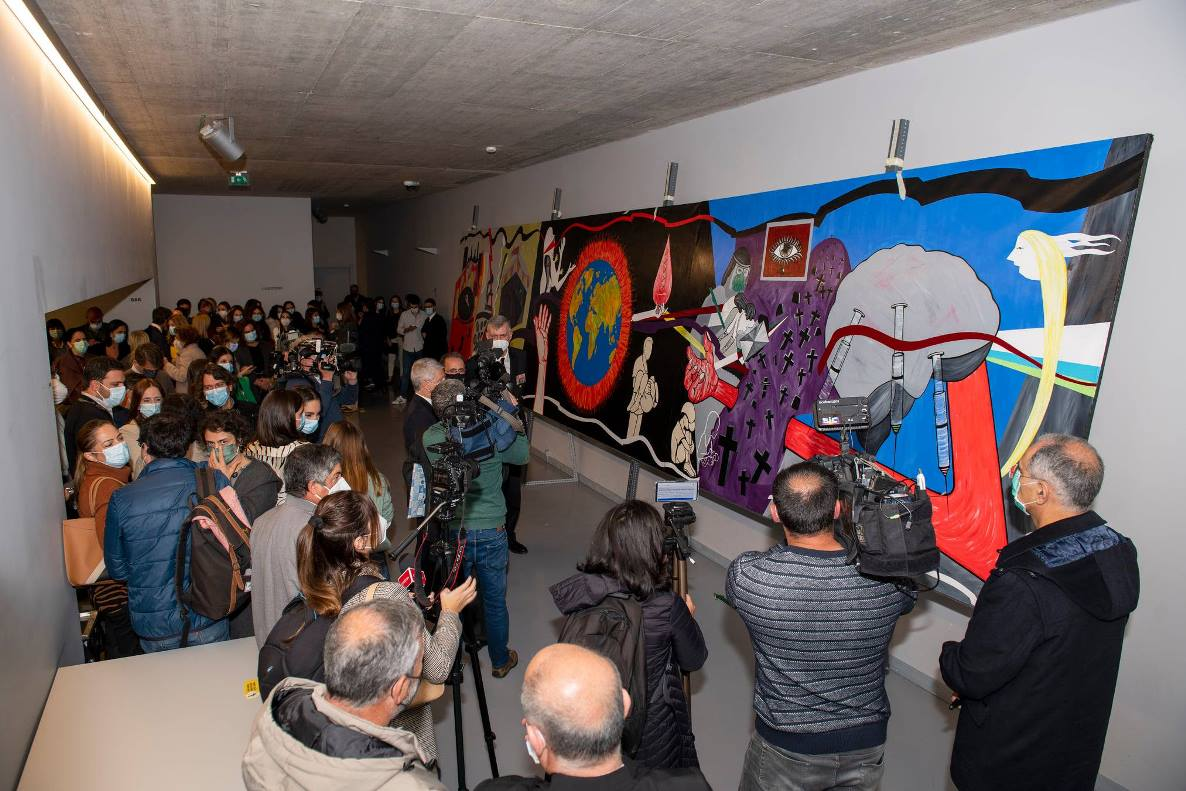
Exposição "Pensar um Novo Tempo", de Marcos Muge, inaugurada em 17 de maio de 2021, na Universidade de Aveiro.

Exposição apresentada na Biblioteca Municipal de Ferreira do Zêzere, 2 a 29 dez. 2024, que contemplará alguns trabalhos sobre o poeta Luís de Camões no V centenário do seu nascimento.

#### Escultura de homenagem a Manuel José Mendes Leite, na Assembleia da República, 2021
Busto de Dr. Manuel José Mendes Leite (1809-1887). – Escultura por Marcos Muge. Descerrado na Homenagem oficial que ocorreu na Sala D. Maria II da Assembleia da República, em Lisboa, a 25 de novembro de 2021. Na cerimónia oficial estiveram presentes o Presidente dos Assuntos Culturais da Assembleia da República e os deputados eleitos pelo círculo de Aveiro, entre outros convidados.

#### Exposição "Pensar um novo tempo", 2021

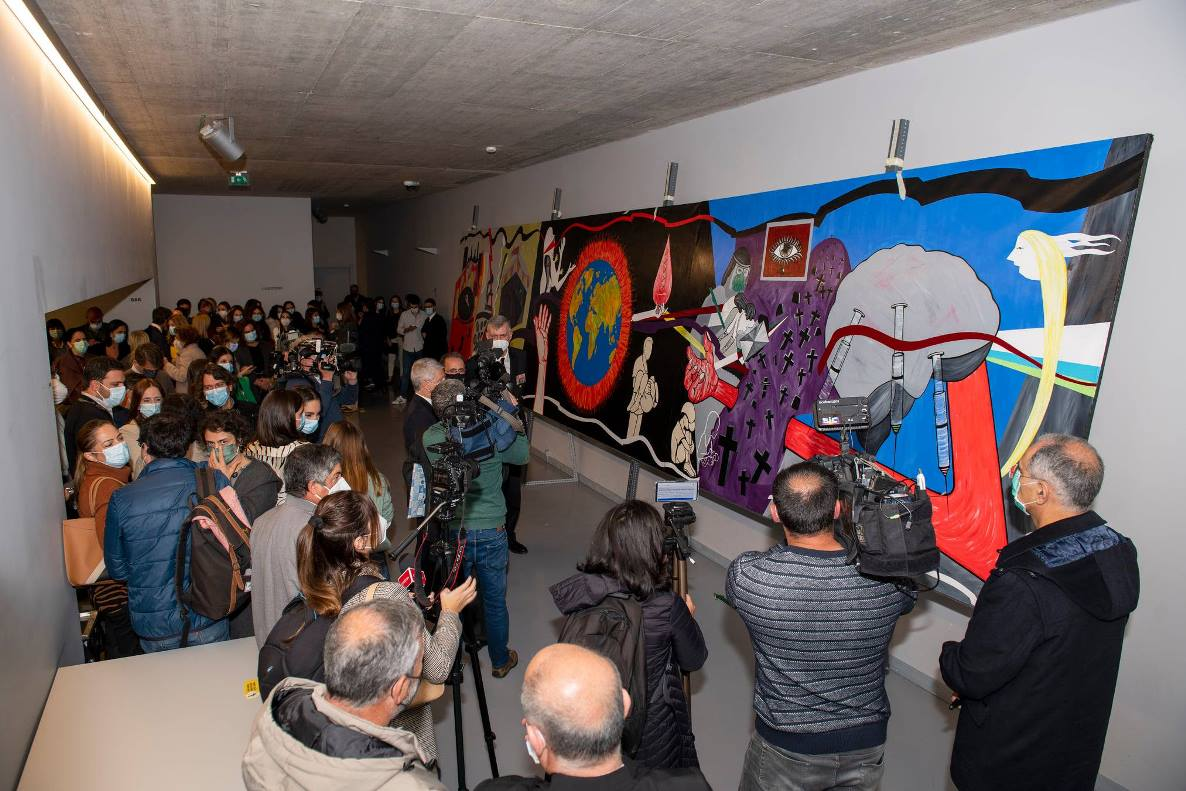
Exposição "Pensar um Novo Tempo", de Marcos Muge, inaugurada em 17 de maio de 2021, na Universidade de Aveiro.

Exposição "Pensar um Novo tempo", em que foi apresentado um vasto conjunto de obras, com destaque para a tela MANIFESTO – UM NOVO TEMPO DE SILÊNCIOS INVISÍVEIS, com 9 metros de comprimento por 1,90 metros de altura.
A exposição teve início em Aveiro, na Biblioteca da Universidade de Aveiro, de 17 de maio a 21 de junho de 2021, estando patente igualmente, a 10 de novembro de 2021, na Faculdade de Medicina da Universidade de Coimbra, no dia dessa Faculdade, com a presença do Reitor, Professor Dr. Amilcar Falcão, do Diretor da Faculdade, Professor Dr. Carlos Robalo Cordeiro e do vice-almirante Henrique Gouveia e Melo, que descerrou a obra monumental destacada.

#### Retrato do Dr. Carlos Candal, 2019

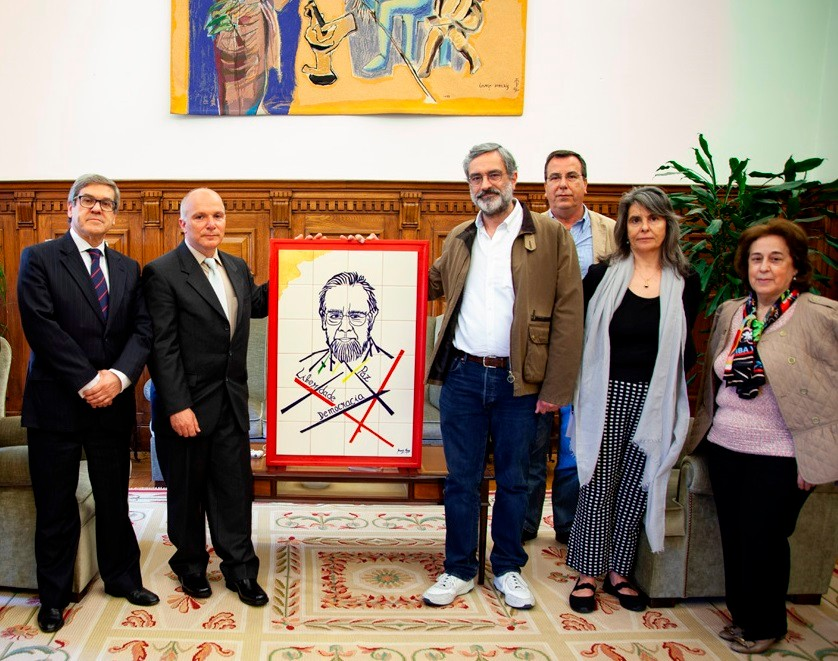
Retrato do Dr. Carlos Candal, 2010, entregue na AR, 23.05.2019.

Retrato do Dr. Carlos Candal, pintado em azulejos e datado de 2010, da autoria de Marcos Muge, entregue oficialmente na Assembleia da República, no dia 23 de maio de 2019. Na entrega, para património da AR, o Artista este acompanhado de Afonso Candal, filho do retratado, e foram recebidos pelo vice-presidente da Assembleia da República, Dr. Jorge Lacão, e pela Direção do Museu da Cidadania da Assembleia da República.

#### "Inauguração da Estação de Aveiro – 10 de abril de 1864", 2018

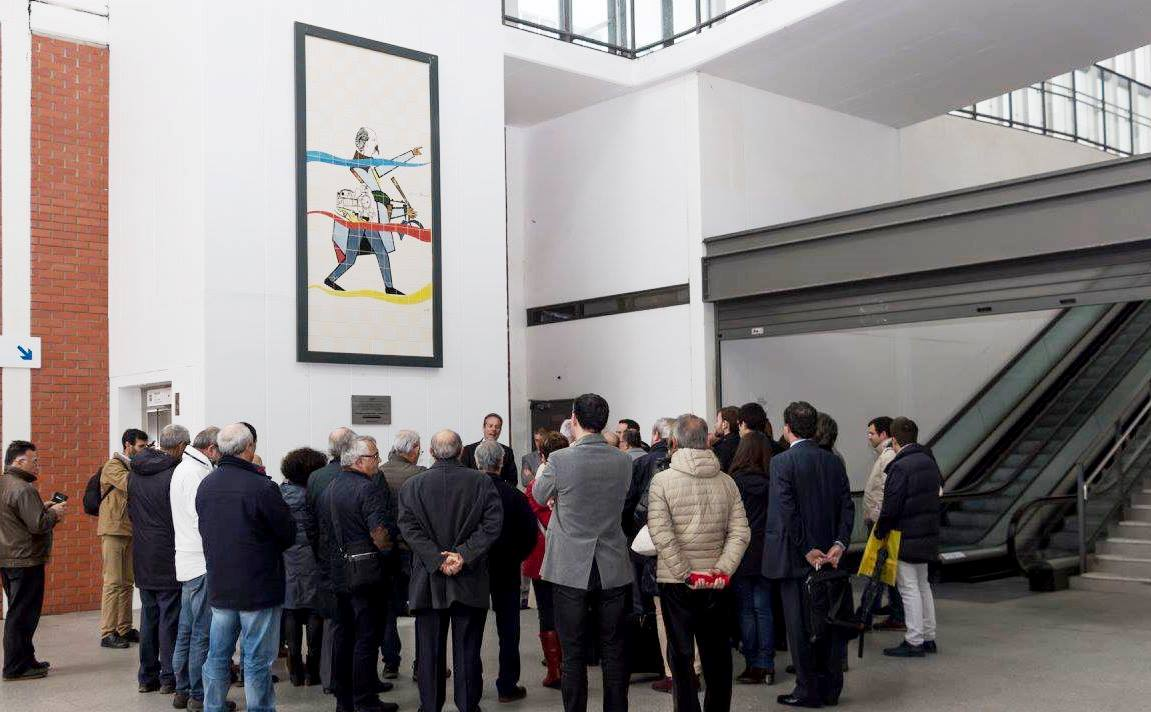
Painel de azulejos de Marcos Muge, descerrado na estação de Aveiro, 10.04.2018.

O painel de azulejos "Inauguração da Estação de Aveiro – 10 de abril de 1864" foi concebido por  Marcos Muge em homenagem ao parlamentar Dr. José Estevão [Coelho de Magalhães] (1809-1862), e foi mostrado na nova estação de comboios de Aveiro a 10 de abril de 2018. Estiveram presentes no evento, entre outros convidados, o vice-presidente das Infraestruturas de Portugal, entidade proprietária da nova estação de comboios, e representantes da C.M. de Aveiro
Transcrição do texto da placa evocativa do parlamentar: "O deputado aveirense José Estevão, pela sua influência política e visão de futuro, colocou Aveiro e toda a região no itinerário da Linha do Norte."

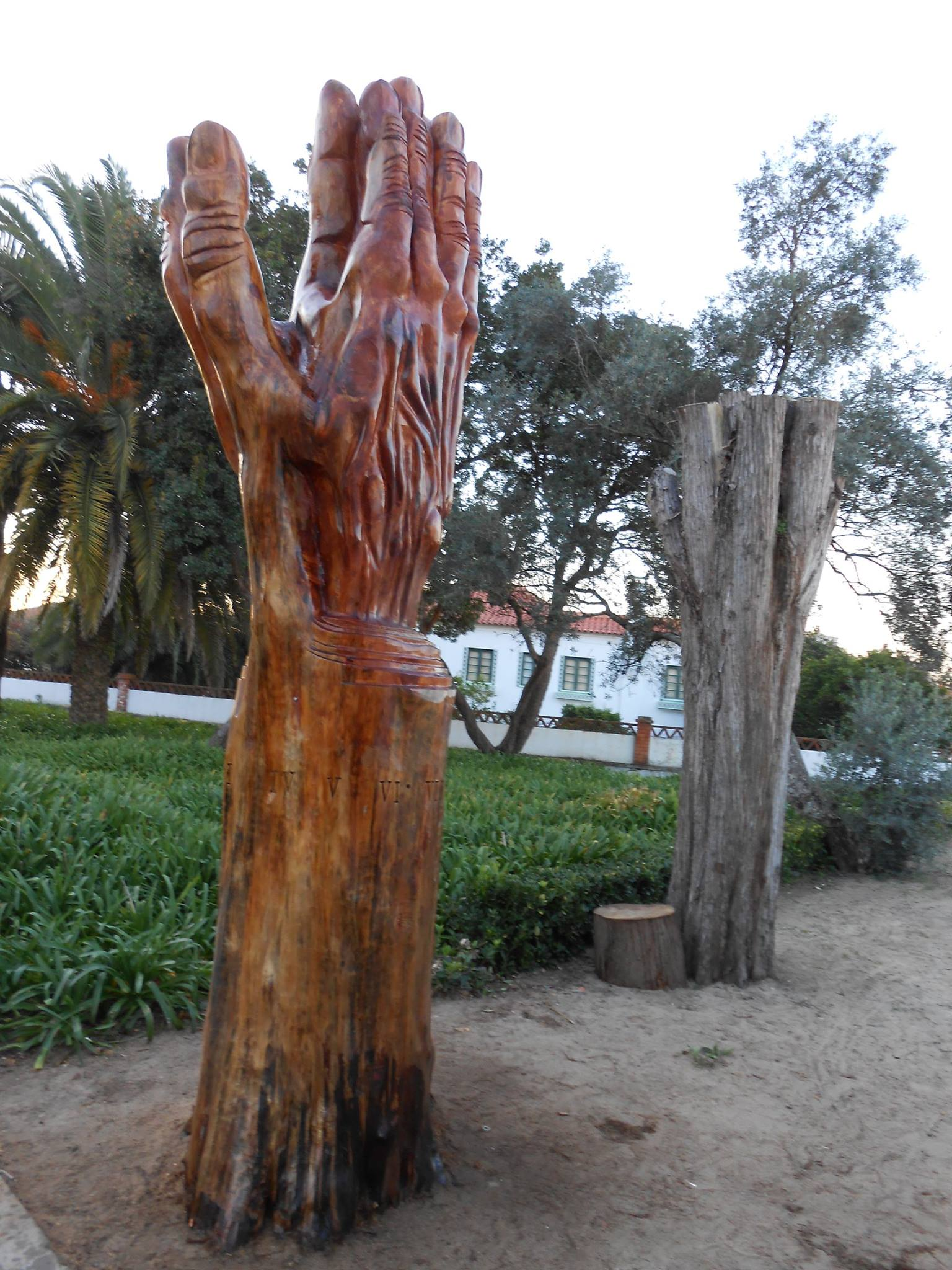
Mãos Divinas, um projeto grandioso de Marcos Muge, em Ovar, em 2017

#### Mãos Divinas em Ovar, 2017
O magnífico e "divino" projeto de esculpir em cedros, "árvores bíblicas" assim lhes chamou o Artista, precisou de quatro anos para ser realizado. A jornalista Catarina Silva reporta-nos deste modo a história do projeto: "De um temporal, em janeiro de 2013, que despiu as árvores do adro da igreja matriz de Ovar e deixou um rasto de destruição, nasceu um projeto artístico que já mereceu o reconhecimento do Papa Francisco. Os troncos que restaram serviram de matéria-prima a Marcos Muge, artista plástico vareiro. Esculpiu "As Mãos Divinas" em quatro árvores centenárias, enviou fotografias do trabalho ao Papa e recebeu, em resposta, uma carta com o agradecimento do chefe da igreja católica."

#### 30 anos de Carreira Artística, 2014-2015
Em 2014, exposição individual no Museu Municipal Martins Correia / na Galeria Municipal de Arte João Pedro Veiga, na Golegã, e homenagem ao Mestre Martins Correia; a mesma exposição apresentada na CRECOR, em Cortegaça, com reiteração da homenagem ao Mestre. Apresentada um ano depois, em 2015, nos Bombeiros Voluntários de Ovar.
Exposição individual: "Poetas Contemporâneos", na Galeria da Bertrand em Aveiro, em 2010.
Exposição individual: "Marcos Muge Cerâmica e Pintura Contemporânea", em que também foi homenageado o parlamentar e advogado Dr. Carlos Candal, na Galeria Municipal dos Paços do Concelho da C.M. de Aveiro, em 2010.

#### "Do Profano ao Sagrado", 2008-2009
Exposição individual, no Centro de Arte de Sever do Vouga, em 2008. Parte da mesma foi exposta na Casa Museu de Oliveira de Azeméis, entre 30.12.2008 e 15.01.2009.

#### "Marcos Muge: algumas Obras 1984 – 1999", em 2007
Exposição individual abrangendo 15 anos da sua obra, na Junta de Freguesia de Ovar. A mesma exposição passou em set. e out. por Cortegaça, integrada nas Comemorações do dia da freguesia, 25.09.2007.
Exposição individual: "Um grito pela Pureza do 25 de Abril", na Galeria da Casa da Cultura, da Junta de Freguesia de Esgueira, em 2007.

#### O centenário do Santa Camarão, 2002

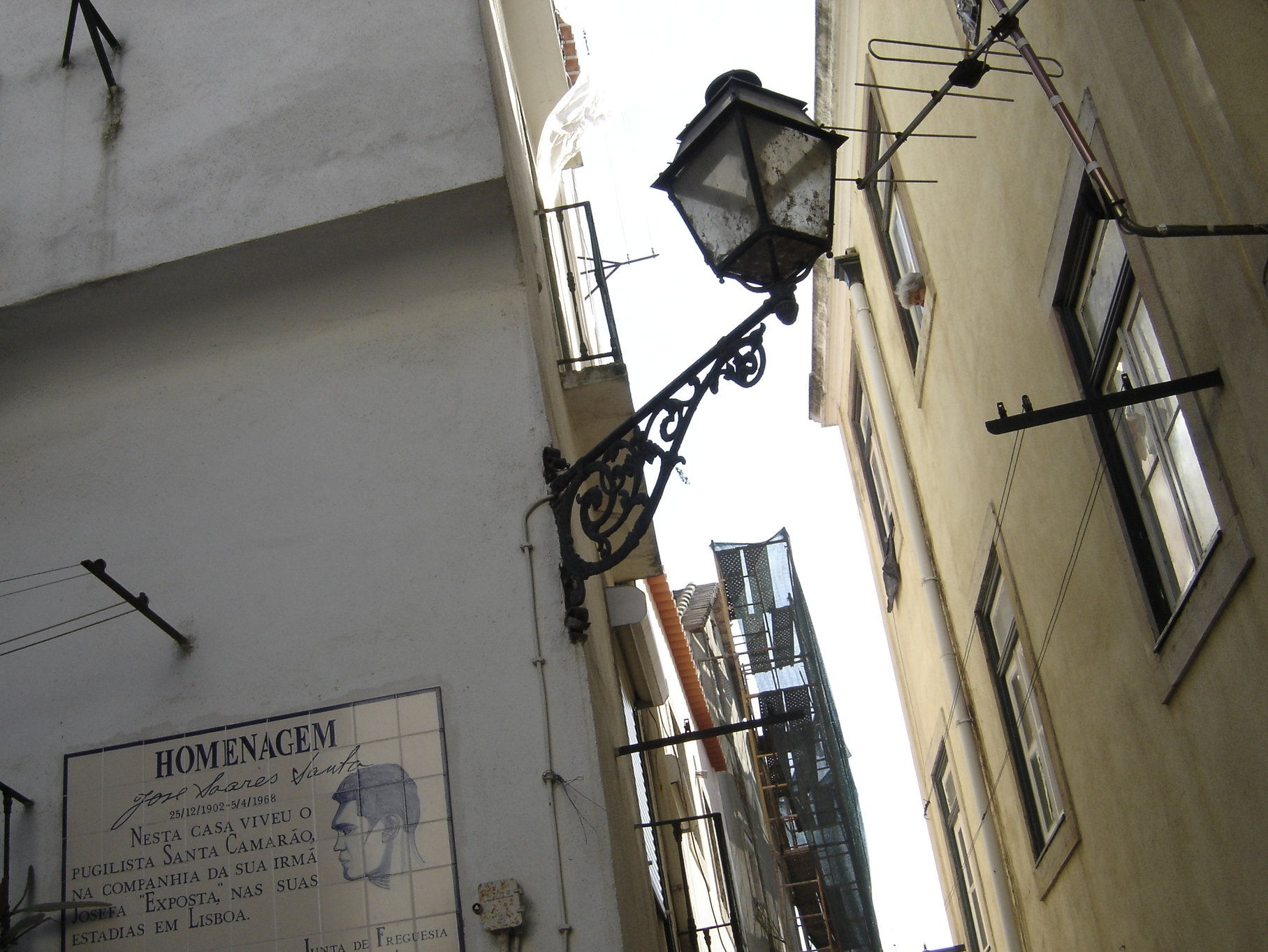
Casa do pugilista em Alfama, Lisboa, onde se avista o painel de azulejos em sua homenagem da autoria de Marcos Muge.

Para criar uma obra que sinalizasse a vida de José Soares Santa (Ovar, 1902-1968) o pugilista português conhecido como Santa Camarão  e que alcançou fama mundial na década de 1930, Marcos Muge fez pesquisa aprofundada, recolhendo documentos, objetos e depoimentos locais e familiares sobre a estrela do boxe, que depois divulgaria semanalmente na rubrica "Espólio do Santa" no Jornal de Ovar, entre janeiro e dezembro de 2004.
Desse trabalho jornalístico e de investigação resultou obra diversa: a escultura oficial da cabeça do pugilista e 100 serigrafias, apresentadas numa cerimónia que decorreu no Governo Civil de Aveiro. Entre as homenagens celebrativas do Santa Camarão, que organizou e participou com obras, Marcos Muge executou 10 obras em pintura, 3 painéis de azulejo e uma exposição "Homenagem a Santa Camarão" no Museu de Ovar que deu a conhecer o espólio do pugilista e quadros pintados pelo filho deste. Ainda concretizou quatro galas de boxe em sua homenagem  (em Aveiro, Ovar, Porto e Oliveira de Azeméis) e descerrou dois painéis de azulejo em Lisboa (em Alfama e no Pavilhão Fight Club).

#### Exposição "Liberdade – O Povo no pensamento dos Poetas", 1999
Em 1999 a Exposição individual "Liberdade – O Povo no pensamento dos Poetas" integrado nas comemorações dos 25 anos do 25 de Abril percorreu quatro concelhos: Galeria Municipal de Aveiro, Fórum Municipal de São João da Madeira, Câmara Municipal de Oliveira de Azeméis e Salão Nobre dos Bombeiros Voluntários de Ovar.
A exposição integrava um conjunto de 25 painéis de azulejos e placas cerâmicas com poemas de 25 escritores em língua portuguesa: Gil Vicente, Luís de Camões, Antero de Quental, Almeida Garrett, António Patrício, Guerra Junqueiro, António Aleixo, Mário de Sá Carneiro, Fernando Pessoa, Vitorino Nemésio, António Gedeão, Miguel Torga, Zeca Afonso, Jorge de Sena, Ary dos Santos, Manuel Alegre, Herberto Hélder, AlBerto, João Miguel Fernandes Jorge, Joaquim Manuel Magalhães, José Saramago, Natália Correia, Maria Teresa Horta, Noémia de Sousa e Carlos Drummond de Andrade. E ainda uma escultura com o poema "Os vampiros", de Zeca Afonso.
No salão nobre dos Bombeiros Voluntários de Ovar foi também exposto o painel cerâmico (4 x 1,60 metros): Homenagem ao Dr. José Macedo Fragateiro, que se destina à Escola com o seu nome, em Ovar.
Os grandes painéis dos Descobrimentos Portugueses, 1997-98

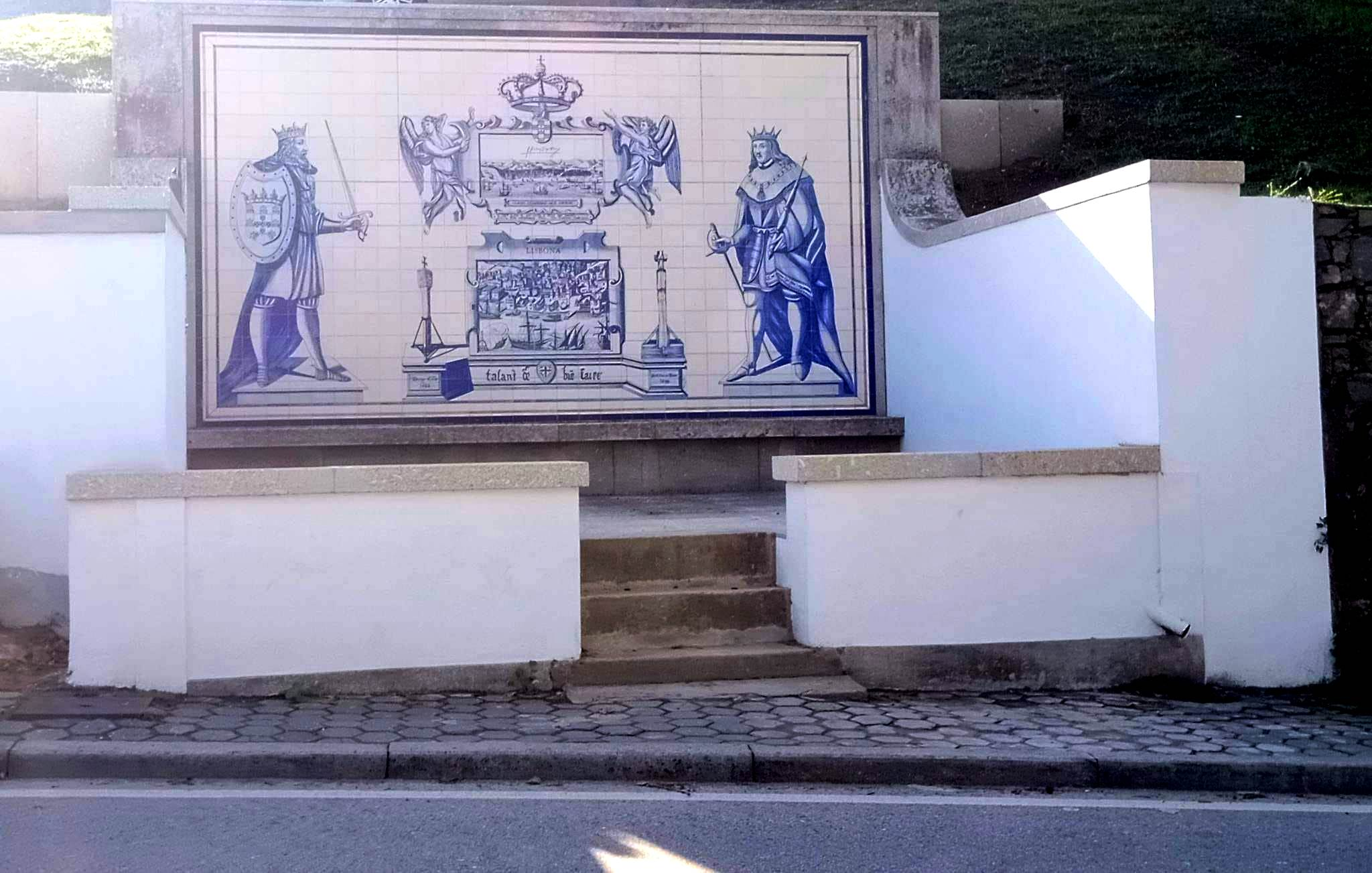
Descobrimentos Portugueses, 1997, painel de azulejos por Marcos Muge

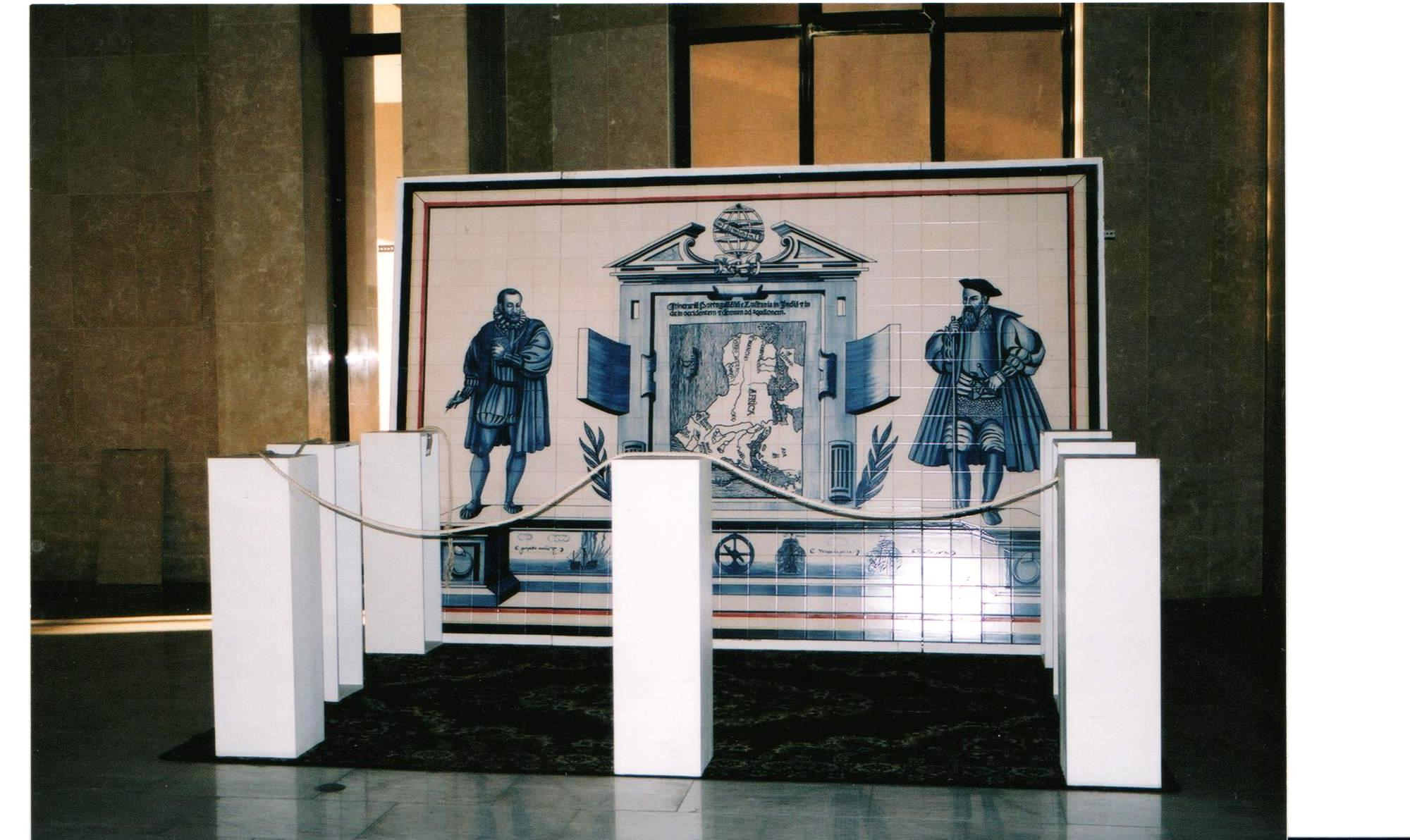
Os "Descobrimentos Portugueses" (II), painel de azulejos, 1998, por Marcos Muge

FIA em Lisboa, 1997 e 1998. - Apresentou painéis de azulejos sobre os "Descobrimentos Portugueses" e painéis de azulejos com temáticas especificamente da região de Ovar, em representação da Câmara Municipal de Ovar.
Em 1998, esteve num stand com o nome individual "Atelier Marcos Muge", por convite direto para promover e divulgar um artista do distrito de Aveiro, com o apoio do Instituto do emprego e Formação Profissional da localidade.
O painel "Descobrimentos Portugueses" [tendo como motivo central os reis D. João II e D. Manuel I] foi exposto pela primeira vez em Lisboa, na Feira Internacional de Artesanato (FIA) no espaço FIL, entre 5 e 13 de julho de 1997. Encontra-se atualmente, como se pode ver na fotografia, em espaço público, em Santa Maria da Feira.
O Painel "Descobrimentos Portugueses" [II - com Camões e Vasco da Gama como figuras centrais], datado de 1998 e constituído por cerca de 442 azulejos, foi concebido por Marcos Muge para a exposição de azulejo em  Lisboa, na Feira Internacional de Artesanato (FIA), entre 4 e 12 de julho de 1998, em representação do concelho de Ovar, integrando, desse modo, a grande Expo 98 em que ce celebraram os 500 anos dos Descobrimentos. Este painel integrou, pois, "As Idades do Azul", a grande exposição que tinha passado por Florença em representação de Portugal, agora em Lisboa na FIA, e terminaria em Milão. Entre os autores representados constavam Almada Negreiros, Paula Rego, Júlio Pomar, Querubim Lapa, Eduardo Nery e Graça Morais.

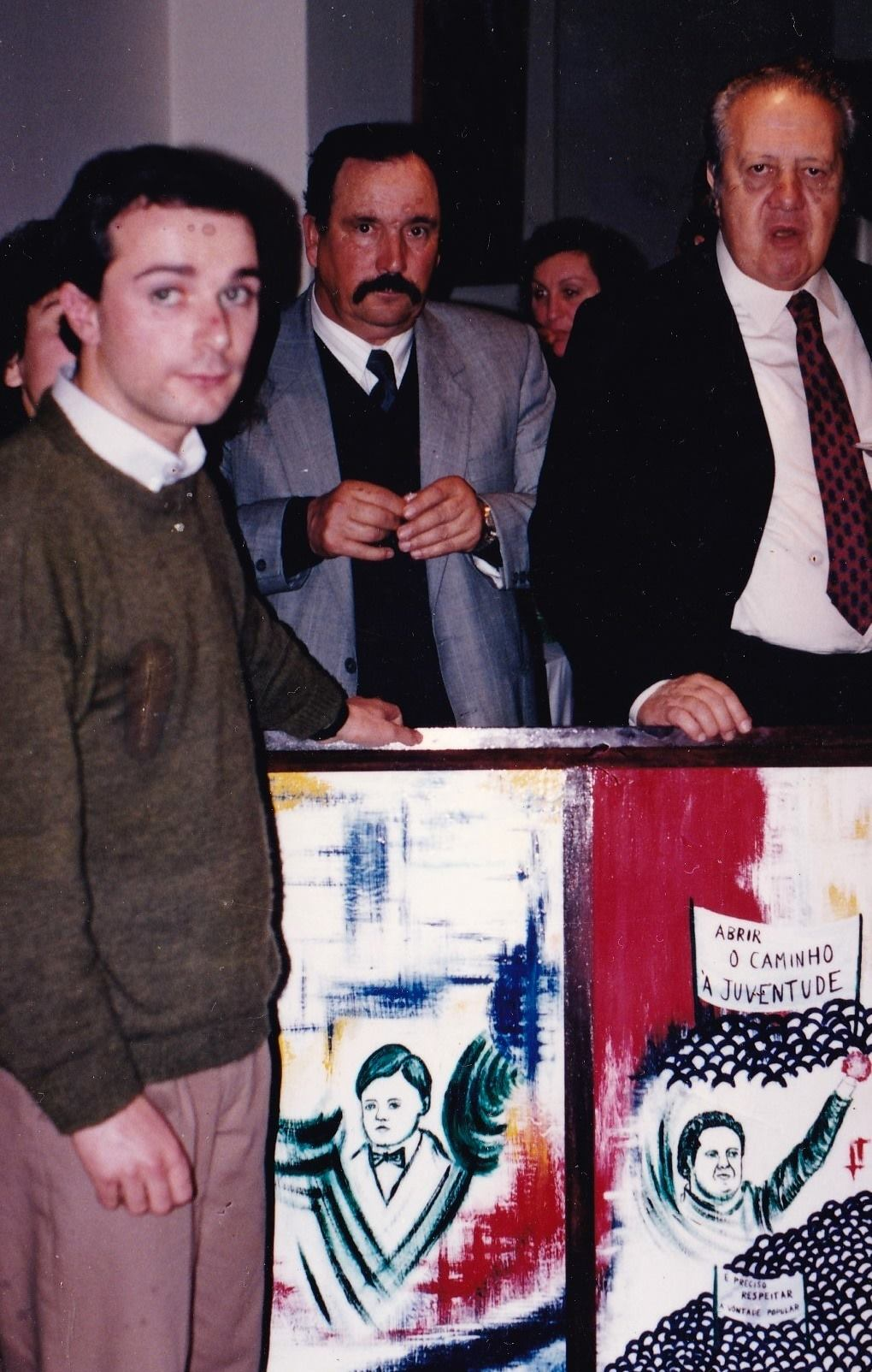
Obra criada pelo jovem Marcos Muge para a Fundação Mário Soares, 1991.

Em 1991, uma das suas obras foi adquirida pela Reitoria da Universidade de Aveiro e outra - Vida e Carreira política de Mário Soares, passou a integrar as obras da Fundação Mário Soares, como se testemunha na fotografia.

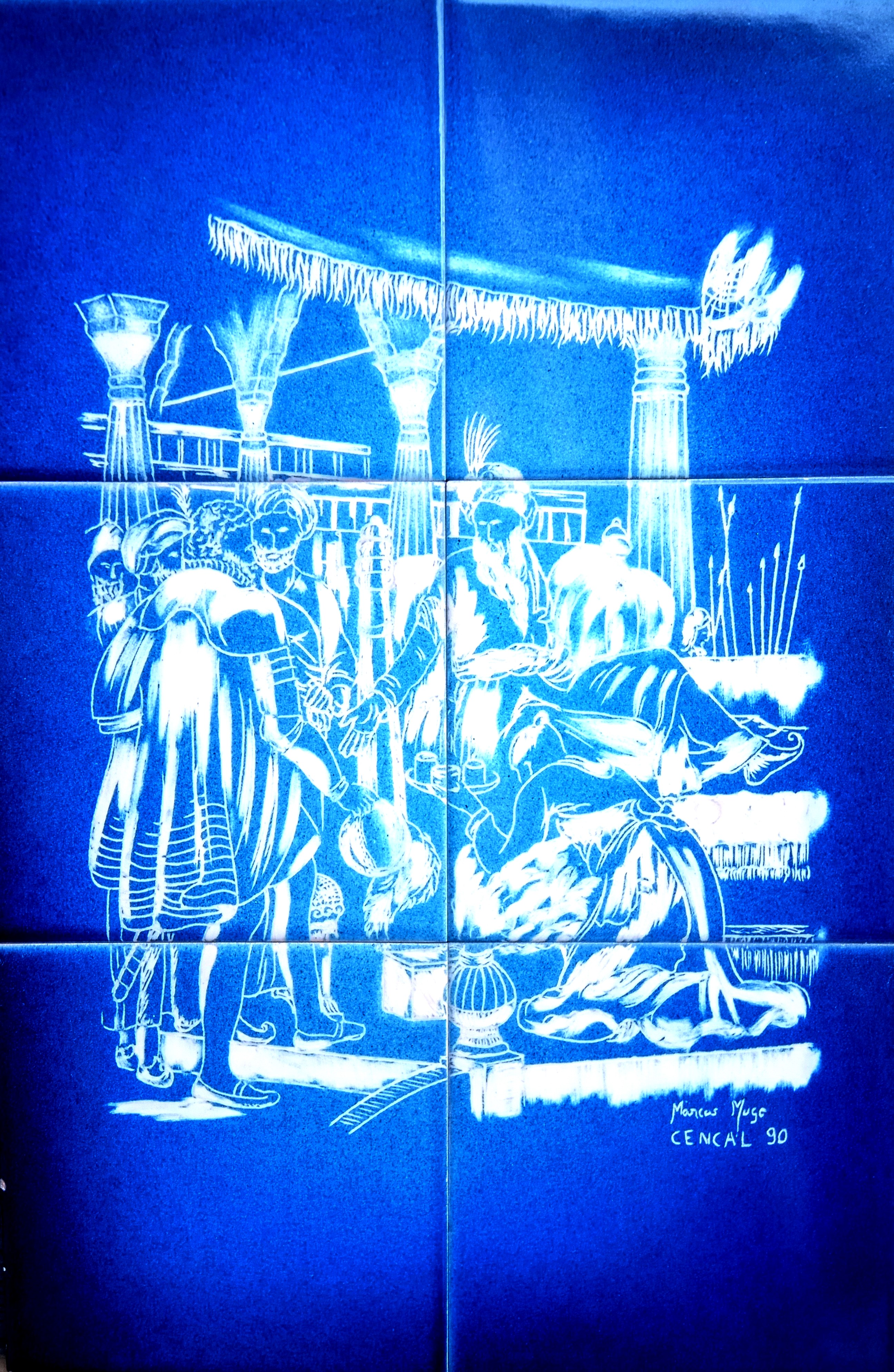
Cena de Os Lusíadas pintada em azulejo por Marcos Muge, 1990.

#### Pintar cenas deOs Lusíadasem painéis de azulejos, 1990
Desde cedo o seu percurso artístico tem versado a temática camoniana. Para captar o Poeta, a sua obra ou a sua época optou pela pintura em azulejo, arte que trabalha com mestria, em azulejos individualizados e soltos, preferencialmente em painéis de vários azulejos, por vezes numerosos, atingindo o monumental (veja-se supra os grandiosos painéis dedicados aos Descobrimentos Portugueses, 1997-98).
Em 1990, executou 20 painéis em azulejo inspirados n’Os Lusíadas, com a técnica do negativo e em azul-cobalto, quando frequentava o curso de formação profissional no CENCAL - Centro de Formação Profissional para a Indústria Cerâmica, nas Caldas da Rainha.

## Alguns prémios e distinções

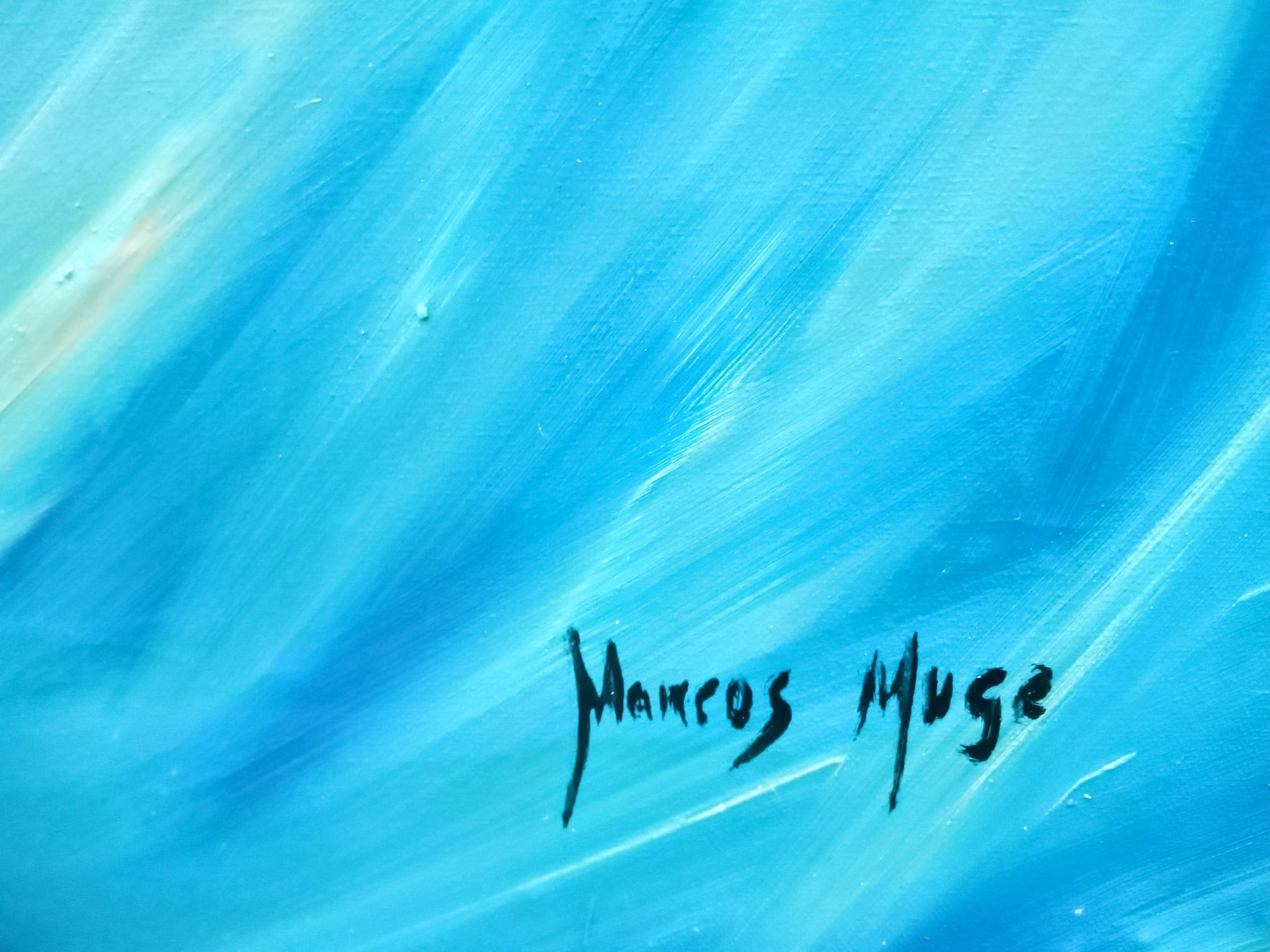
Marcos Muge

- 1986 – 1.º prémio "Ano Internacional da Paz", na SFUAP.[1]
- 1986 – Menção Honrosa na exposição "Barreiro".[1]
- 1995 – 1.º prémio na FARAV - Feira de Artesanato de Aveiro. Em 1994 / 96 / 97 / 98 e 2000 recebeu Menções Honrosas na FARAV.[1]
- 1996 – Medalha dos Serviços Distintos "Grau Prata", pela Liga dos Bombeiros Portugueses.[1]
- 1997 – Prémio azulejaria contemporânea do IPJ, na FIL - Feira Internacional de Lisboa.[1]
- 1999 – Prémio cerâmica contemporânea na Hungria.[1]